# Vzdrževanje cest
Vzdrževanje cest je gospodarska dejavnost, ki zagotavlja ohranjanje cest in objektov na njih v primernem stanju, uporabnikom cest pa varno, udobno in gospodarno uporabo. Sem sodi tudi nadzor nad stanjem javnih cest in cestnega sveta ter vzpostavitev prevoznosti cest ob naravnih in drugih nesrečah (16. člen Zces). 
Javne ceste se vzdržujejo v javnem interesu, na način in pod pogoji, kot jih določajo predpisi, ki urejajo ceste, varstvo okolja, prostorsko načrtovanje in gradnjo objektov, ter v skladu s predpisanimi tehničnimi smernicami.
Vzdrževanje cest delimo na redno vzdrževanje in gradbeno vzdrževanje.

## Redno vzdrževanje cest
Dela rednega vzdrževanja se delijo na redno letno vzdrževanje in zimsko vzdrževanje cest in varstvo cest.

### Prednostni razredi rednega vzdrževanja
Pravilnik v 33. členu (preglednica 1) razvršča redna vzdrževalna dela v tri prednostne razrede glede na kategorijo ceste in pomembnosti opravila:
Prvi prednostni razred so neodložljiva dela. Njihova opustitev lahko ogrozi cesto in varnost prometa. Izvesti jih je potrebno nemudoma.
Drugi prednostni razred so dela, ki so nujno potrebna. Izvajajo se v rokih določenih v izvedbenem programu dela.
Tretji prednostni razred so del, katerih opustitev neposredno ne ogroža ceste in varnosti prometa. Dela so potrebna za ohranjanje funkcionalnosti in urejenosti ceste.

### Pristojnosti
Javne ceste se delijo na državne in občinske ceste ter nekategorizirane ceste v zasebni lasti. Skladno s tem so razdeljene tudi obveznosti pri vzdrževanju cest z nekaj posebnostmi.
V območju križišča državne z drugo cesto, vzdržuje Direkcija RS za ceste vozišče in prometno signalizacijo državne ceste do roba cestnega sveta.
Vzdrževanje premostitvenega objekta nad ali pod državno cesto je v pristojnosti upravljavca ceste višje kategorije. Izjema je nadvoz za železnico, ki je v upravljanju upravljavca železnice.
Državna cesta na mejnem prehodu se vzdržuje v enakem obsegu in na enakem nivoju kot pred mejnim prehodom. Vzdrževanje drugih prometnih površin na mejnem prehodu zagotavljajo upravljavci teh površin.
V območju meje naselja, občine vzdržujejo prometne površine, objekte in naprave na, ob ali nad voziščem državne ceste, ki so v funkciji javnih površin naselja.

### Dela rednega letnega vzdrževanja
Dela rednega letnega vzdrževanja so:
- pregledniška služba ugotavlja nepravilnosti in pomanjkljivosti na cestah in opravlja tudi manjša vzdrževalna dela, in dela zavarovanja;
- redno vzdrževanje prometnih površin obsega čiščenje vozišča, čiščenje prometnih površin zunaj vozišča, popravila poškodb zaradi pomladanske odjuge;
- redno vzdrževanje bankin obsega čiščenje, popravila, utrjevanje in uravnavanje, rezanje in prekop za odvod vode;
- redno vzdrževanje odvodnjavanja obsega čiščenje, lokalna popravila ali nadomestitve posameznih delov, izkopi iztokov za vodo, zamenjava pokrova jaška, izkopi zasutih jarkov;
- redno vzdrževanje brežin obsega čiščenje, utrjevanje in odstranjevanje nestabilnega materiala, lokalne dopolnitve ozelenitve, lokalna popravila brežin in nasipov, odstranitev materiala za mrežami, popravila mreže ;
- redno vzdrževanje prometne signalizacije in opreme:
  - vertikalna signalizacija: čiščenje signalizacije, popravila poškodovane signalizacije, nadomestitve izginule ali poškodovane signalizacije, dopolnitve pomanjkljive signalizacije, popravila svetlobnih signalnih naprav, lokalna popravila nosilnih konstrukcij, zamenjava dotrajane signalizacije;
  - horizontalna signalizacija: talne oznake
  - prometna oprema: čiščenje oprem, popravila poškodovane opreme, nadomestitve izginule ali poškodovane opreme, dopolnitve pomanjkljive opreme, popravila ali nadomestitve dotrajane opreme, popravila površinske zaščite (protikorozijska zaščita, pleskanje);
  - osvetlitev: vzdrževanje osvetlitve na cestah, vzdrževanje osvetlitve na mostovih, vzdrževanje osvetlitve v predorih;
- redno vzdrževanje cestnih naprav in ureditev obsega: čiščenje, popravila, nadomestitve telekomunikacijskih naprav, ureditve na počivališčih;
- redno vzdrževanje vegetacije obsega: košnja na območju cestišča, obsekavanje, obrezovanje – strojno ali ročno, košnja trave izven območja cestišča;
- zagotavljanje preglednosti pomeni čiščenje polja preglednosti;
- redno vzdrževanje cestnih objektov obsega:
  - premostitveni objekti: čiščenje, lokalna popravila ali nadomestitve elementov nosilne konstrukcije, popravila opreme in signalizacije na objektu, lokalna popravila protikorozijske zaščite ograj in jeklene konstrukcije, odstranjevanje nanosov in naplavin, zapolnjevanje fug in razpok, lokalna popravila in čiščenje odvodnjavanja objekta;
  - Predori in galerije: lokalna popravila in čiščenje odvodnjavanja objekta, čiščenje oboka in sten v predorih, čiščenje prezračevalnih kanalov, popravila opreme in signalizacije na objektu, čiščenje prostora nad portalom;
  - Podporni in oporni zidovi: zapolnjevanje fug in razpok, lokalna popravila in čiščenje odvodnjavanja, lokalna popravila nosilne konstrukcije;
- nadzor osnih obremenitev, skupnih mas in dimenzij vozil in
- intervencijski ukrepi obsegajo: označitev ovir in zavarovanje prometa, nujne ukrepe za zavarovanje ceste, vzpostavitev prevoznosti in čiščenje ceste po izrednem dogodku.

Nivo usluge ali standard rednega vzdrževanja so predpisane enote mere za posamezna dela rednega vzdrževanja javne ceste in objektov na njej in je opredeljen s tehničnimi kriteriji, vrste in obsega del v mejah potreb in materialnih možnosti.
Normativi vzdrževanja in varstva cest so tehnična osnova za izvajanje del ob upoštevanju porabe časa, materiala, kadrov in kakovosti vzdrževalnih del.

### Nadzor stanja
Nadzor stanja v sklopu vzdrževalnih del pomeni nadzor nad prevoznostjo in uporabnostjo ceste in objektov na njih in obsega izvajanje rednih pregledov in manjši popravil oziroma del ter izvajanje občasnih in izrednih pregledov za zagotavljanje varnosti prometa. Nadzor stanja mora zagotavljati upravljavec cest tudi z meritvami s katerimi se ugotavlja spremembe stanja cest in objektov na njih, voditi pa mora tudi predpisane in druge potrebne evidence.
Redni pregledi, ki zajemajo: ugotavljanje stanja vozišč, bankin, jarkov, objektov, brežin, opreme in signalizacije, ter drugih elementov cest in objektov ter ukrepanje za zagotovljanje varnosti prometa. Izvajajo jih strokovno usposobljeni cestni pregledniki. Poročilo je osnova za potrebna vzdrževalna dela.
Občasni pregledi, ki zajemajo: ugotavljanje stanja voziščnih konstrukcij, ugotavljanje stanja premostitvenih objektov in drugih inženirskih konstrukcij. Izvajajo jih strokovnjaki ali za to usposobljene in licencirane inštitucije.
Izredni pregledi zajemajo pa: ugotavljanje stanja ob/po izrednih dogodkih (poplave, plazovi, potresi), z drugo besedo "elementar". Izvajajo jih strokovnjaki oziroma strokovne inštitucije in komisije.
Pregledniška služba obsega: redne preglede cest i objektov v skladu s predpisano dinamiko glede na kategorijo ceste, sodeluje pri izvajanju ukrepov za varstvo cest in prometa na njih, sodeluje pri intervencijskih ukrepih ter po potrebi nudi pomoč udeležencem v prometu.

#### Redni pregledi
Vrste rednih pregledov so: sezonski pregledi cest in letni ter glavni pregledi objektov na cestah. Sezonski pregledi se praviloma izvajajo spomladi po koncu zime in ponovno jeseni. Enkrat letno se pregledajo tudi jekleni in leseni premostitveni objekti, drugi objekti pa enkrat na dve leti. Glavne preglede objektov se izvaja enkrat na 
šest let.

#### Izredni pregledi
Izredni pregledi cest in objektov se morajo opraviti takoj po izrednih dogodkih kot so: naravne in prometne nesreče, požar, posedanje ali plazenje terena, izredni prevozi in drugo. Prav tako je izredni pregled potreben za ugotovitev sposobnosti ceste za prevzem izrednih prevozov. In ne nazadnje je pregled obvezen pred potekom garancijske dobe.
Izredni pregledi objektov lahko obsegajo tudi meritve in preiskuse, da bi ugotovili pravo stanje. Ko je znan obseg poškodb oziroma stanje ceste ali objekta, je treba najprej izvesti nujne ukrepe za zagotovitev varnosti prometa ali omejiti uporabo ceste, kasneje pa izvesti celovito sanacijo.

### Banka cestnih podatkov
Evidence o cestah in objektih na njih so upravljavci dolžni voditi v skladu s predpisi. Evidence o cestah ali z drugo besedo banka cestnih podatkov obsega:
Banka cestnih podatkov (v nadaljnjem besedilu: BCP) obsega naslednje evidence o javnih cestah in objektih na njih:
- evidenco tehničnih podatkov o javnih cestah in objektih na njih in sicer:
  - evidenco tehničnih podatkov o javnih cestah;
  - evidenco tehničnih podatkov o objektih na državnih in občinskih cestah;
  - evidenco tehničnih podatkov o državnih in občinskih kolesarski poteh;
- evidenco podatkov o izdatkih za javne ceste;
- evidenco podatkov o uporabi javnih cest

Banka cestnih podatkov vsebuje opisne, številčne, grafične, slikovne in druge podatke, s katerimi se zagotavlja:
- pregled nad stanjem cest in objektov na njih;
- podatke za potrebe upravljanja, graditev, vzdrževanje in varstvo cest in prometa na njih;
- podatke za potrebe uradne statistike, upravnih organov ter drugih pravnih in fizičnih oseb.

Pravilnik predvideva vodenje obveznih in priporočljivih podatkov.
Za potrebe gospodarjenja s cestami pa je potreba po več podatkih predvsem o stanju vozišč, geotehničnih in hidroloških razmerah, o obcestnem prostoru in opremi.

### Nadzor tovornih vozil
Nadzor osnih obremenitev, skupnih mas in dimenzij tovornih vozil ter tehtanja vozil med vožnjo je potrebno izvajati redno predvsem zaradi ohranjanja cest v načrtovani življenjski dobi. Za izvajanje teh opravil se uporablja specialna oprema, kontrole izvajajo strokovno usposobljene organizacije s pomočjo Policije.

## Gradbeno vzdrževanje cest
Vzdrževanje ceste v gradbeno-tehniškem smislu mora zagotoviti: ohranitev nosilnosti, ravnost in torno sposobnost vozišča in odtok vode tako, da ne more pronicati v voziščno konstrukcijo.
Med tovrstna dela na voziščnih konstrukcijah uvrščamo:
- Nadgradnjo, to so krpanje, površinska prevleka in nova plast.
- Zamenjava poškodovane plasti kamor sodita: odstanitev (remove), zamenjava (replace).
- Ponovna uporaba ali recikliranje, kamor sodijo: površinska reciklaža (surface recycling), reciklaža na mestu (in place recycling), reciklaža v tovarni (in plant recycling).

## Varstvo cest
Varstvo cest je sklop ukrepov, ki zagotavljajo, da se ne izvajajo nestrokovni posegi v cestno telo in varovalni pas ceste, obsega pa tudi izdajanje dovoljenj za zapore cest, za izredne prevoze in druge upravne naloge. 
Vsi investitorji, ki želijo iz kateregakoli razloga posegati v cestno telo ali varovalni pas ceste morajo pri upravljavcu pridobiti smernice, soglasja in dovoljenja. To so:
- Predhodno mnenje za ureditev cestnega priključka na državno cesto
- Projektni pogoji za manj zahtevne in za zahtevne objekte
- Komisijski pregled in prevzem prometne ureditve za zahtevni objekt
- Izjava o ustreznosti izvedenih del
- Soglasje za cestni priključek na državno cesto
- Soglasje za enostavni objekt ob državni cesti
- Soglasje za rekonstrukcijo objekta ob državni cesti
- Pridobitev služnostne pravice
- Soglasje na projekt spremembe prometne ureditve in zapore cest
- Soglasje za postavitev turistične in druge obvestilne signalizacije
- Dovoljenje za izredni in izjemne prevoz
- Dovoljenje za ureditev avtobusnih postajališč